# 구게타역
구게타역(일본어: 久下田駅)은 일본 도치기현 모카시에 위치한 모카 철도 모카 선의 철도역이다. 상대식 승강장 2면 2선의 구조를 갖춘 지상역이다.

## 이용 현황
| 승차별 인원 추이 | 승차별 인원 추이   |
| 연도             | 1일 평균 승차 인원 |
| ---------------- | ------------------ |
| 2007             | 150                |
| 2008             | 159                |
| 2009             | 141                |
| 2010             | 119                |
| 2011             | 124                |
| 2012             | 121                |
| 2013             | 126                |
| 2014             | 119                |
| 2015             | 125                |

## 역 주변
- 국도 제294호선

## 역사
- 1912년 4월 1일 : 개업.
- 1980년
  - 2월 20일 : 화물 취급 폐지.
  - 2월 25일 : 업무 위탁화.
- 1987년 4월 1일 : 일본국유철도 분할 민영화에 의해, 동일본 여객철도가 승계.
- 1988년 4월 11일 : 모카 철도로 전환.
- 1990년 3월 10일 : 교환 설비 설치.
- 1996년 3월 27일 : 역사 개축 완성.
- 2012년 4월 2일 : 위탁 해제, 무인화.

## 인접 역
| 모카 철도 ■ 모카 선  | 모카 철도 ■ 모카 선 | 모카 철도 ■ 모카 선  |
| -------------------- | ------------------- | -------------------- |
| 히구치 시모다테 방면 | 모카 선             | 데라우치 모테기 방면 |